# Urodolichus caudatus
Urodolichus caudatus är en tvåvingeart som beskrevs av Lamb 1922. Urodolichus caudatus ingår i släktet Urodolichus och familjen styltflugor.
Artens utbredningsområde är Seychellerna. Inga underarter finns listade i Catalogue of Life.